# Neuessing
Koordinaten: 48° 56′ 3,4″ N, 11° 47′ 22,6″ O

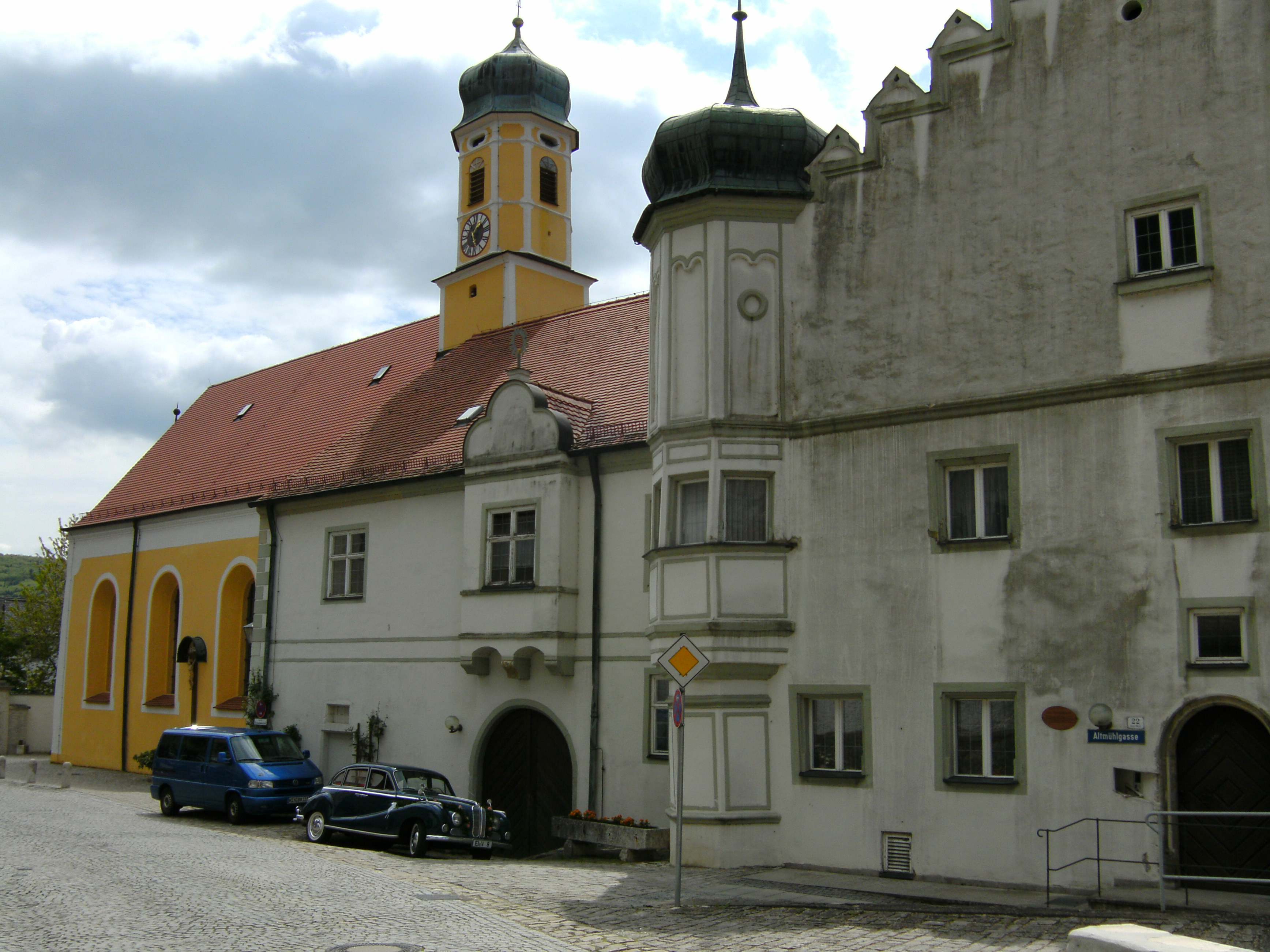
Kollegiatstift Neuessing

Neuessing ist eine Gemarkung im Landkreis Kelheim in Niederbayern.
Die Gemarkung hat zwei Gemarkungsteile. Teil 0 liegt in der Gemeinde Essing, Teil 1 ist das Gemeindefreie Gebiet Hacklberg.
Bis 1938 bestand die Gemeinde Neuessing im Bezirksamt Kelheim. Sie hatte 1925 eine Gemeindefläche von 237,21 Hektar und als einzigen Ort dem Markt Neuessing. Im Jahr 1933 hatte sie 416 Einwohner.
Aus den Gemeinden Neuessing und  Altessing wurde 1938 die Gemeinde Essing gebildet. Der Ortsteil Neuessing wurde, vermutlich zeitgleich mit der Gemeindeneugründung, in Essing umbenannt. Ein zweiter auf der Gemarkung Neuessing liegender Ortsteil ist der jüngere Weiler Heidenstein.